# Quartier Jouvenet
 (octobre 2022).
Si vous disposez d'ouvrages ou d'articles de référence ou si vous connaissez des sites web de qualité traitant du thème abordé ici, merci de compléter l'article en donnant les références utiles à sa vérifiabilité et en les liant à la section « Notes et références ».
Le quartier Jouvenet est un quartier de Rouen, situé au nord de la ville et délimité par les boulevards de la Marne et de l'Yser au sud.

## Origine du nom
Le nom du quartier fait référence à la famille de peintres Jouvenet, qui a fait souche en Normandie et dont Jean Jouvenet dit Le Grand, natif de Rouen (paroisse Saint-Lô), est un illustre représentant ; le musée des Beaux-Arts conserve plusieurs de ses œuvres.

## Monuments
Plusieurs monuments s'y trouvent comme la gare de Rouen-Rive-Droite, les églises Saint-Romain et Saint-Joseph, la chapelle de la communauté des Sœurs d'Ernemont, le cimetière monumental de Rouen et le monument aux morts des forains dû à Maxime Real del Sarte.
Le cirque de Rouen s'y trouvait.

## Personnalités liées au quartier
- Eugène Bellangé (1837-1895), peintre
- Louis Bouilhet (1821-1869), poète
- Louis Dubreuil (1873-1943), homme politique
- Paul Gauguin (1848-1903) y a habité en 1884

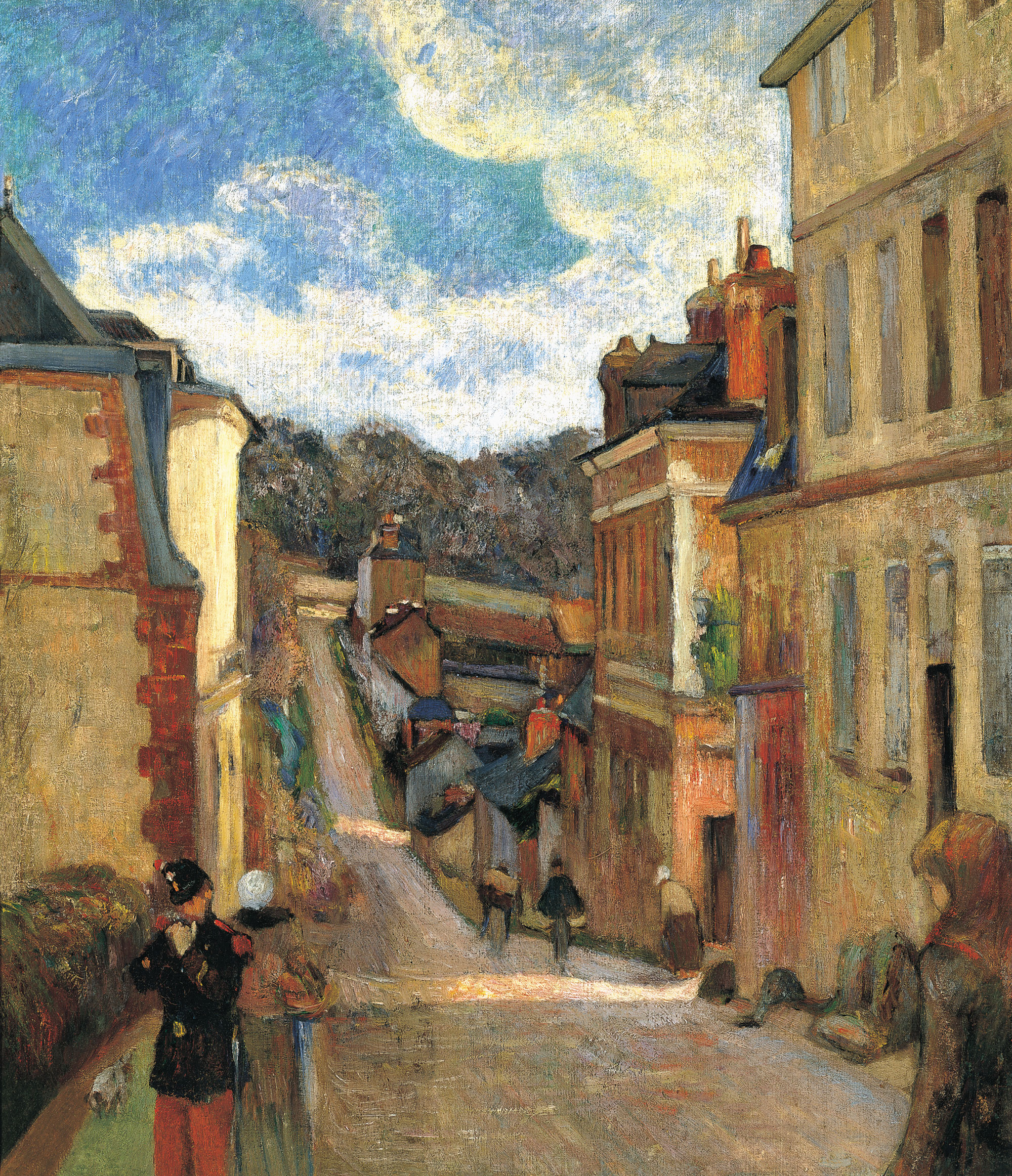
Paul Gauguin, Rue Jouvenet à Rouen, 1884. Collection Carmen Thyssen-Bornemisza, en dépôt au Musée Thyssen-Bornemisza, Madrid.

- Valérie Fourneyron, femme politique
- Jean Lecanuet (1920-1993), homme politique
- Bernard Lefebvre (1906-1992), photographe
- Léon Lenouvel (1891-1940) y a habité
- Pierre Le Trividic (1898-1960), artiste peintre, a vécu rue Thiers (actuelle rue Jean-Lecanuet) au no 29
- Claudine Loquen, artiste peintre, a vécu, rue de Fontenelle n°25, rue Saint-Patrice no 53 puis rue Sporck-Leprince no 14 [1]
- Pierre-Eugène Marc (1818-1885), peintre et illustrateur
- Roger Tolmer (1908-1988), artiste peintre
- Francis Yard (1876-1947), écrivain
- Philippe Zacharie (1849-1915), artiste peintre, y a vécu rue Henri-Lafosse.